# Abusejo de Arriba
Abusejo de Arriba es una pedanía del municipio de Valdemierque, en la provincia de Salamanca, Castilla y León, España. Se ubica al noroeste del municipio; sobre la cuenca formada por el arroyo de Utrera y al lado de Abusejo de Abajo.
Se accede desde Valdemierque, por una pista de tierra que sube por las Pendonas.
Tiene una población de 8 habitantes.